# Уповноважений Президента України
Уповноважений Президента України — різновид інституту спеціалізованого омбудсмена. Уповноваженими Президента України є призначені ним незалежні авторитетні особи, що здійснюють моніторинг ситуації у певній чутливій сфері, інформують Президента та виконують інші пов'язані з цим функції.
У червні 2021 року вирішено трансформувати інститут уповноважених: відтоді їх називають «радники - уповноважені Президента України».

## Призначення і статус
Посада Уповноваженого Президента України не передбачає формальних владних повноважень. Вона не закріплена в Конституції України чи законодавчих актах. Уповноважені діють на підставі положень, що затверджуються главою держави; він же призначає і звільняє їх на свій розсуд, але не довше, ніж на строк своїх повноважень. Чітких критеріїв (цензів) для зайняття цих посад законодавством не передбачено.
Структурно уповноважені входять до складу Офісу Президента. Керівник Офісу вносить Президенту пропозиції щодо кадрових призначення та звільнення уповноважених, координує їх діяльність.
На думку Л. Голяк, головна мета уповноваженого полягає в тому, щоб діяти як посередник між певною групою населення та державними органами чи органами місцевого самоврядування, а також проводити моніторинг законодавства й діяльності органів управління на основі повноважень, що дають змогу звертатися із запитами та мати доступ до необхідної інформації, подавати рекомендації щодо протидії фактам поганого управління та усунення порушень прав людини.
До типових завдань уповноваженого належить:
- моніторинг ситуації щодо забезпечення гарантій додержання прав і законних інтересів людини в певній сфері;
- внесення Президентові України пропозицій щодо підготовки проєктів законів, актів Президента України з питань, що належать до компетенції уповноваженого;
- участь у підготовці проєктів нормативно-правових актів з відповідних питань;
- участь у межах компетенції в експертизі законів і законопроєктів;
- підготовка заходів за участю Президента України;
- налагодження взаємодії органів виконавчої влади та органів місцевого самоврядування з відповідних питань.

Забезпечення діяльності Уповноваженого здійснюється відповідним структурним підрозділом Офісу Президента України.
Оскільки посади уповноважених в Україні можуть засновуватись як Президентом, так і Верховною Радою, і Кабінетом Міністрів, державно-правова практика вимагає чіткого розрізнення їх компетенцій.

## Перелік уповноважених Президента України
Нижче подано перелік усіх посад уповноважених Президента України з роками існування та особами, що займали відповідні посади.
- Тимчасовий спеціальний уповноважений Президента України в Республіці Крим (1994)

Марчук Євген Кирилович
- Уповноважений Президента України з питань контролю за діяльністю Служби безпеки України (з 1999)

Буяльський Володимир Федорович, Бородін Володимир Миколайович, Тимошенко Володимир Андрійович, Пукшин Ігор Гелярович, Шатковський Петро Миколайович, Обаль Олексій Михайлович, Ганжа Сергій Валентинович, Полях Анатолій Михайлович, Ярмак Дмитро Борисович, Семенченко Роман Юрійович
- Уповноважений Президента України з питань адміністративної реформи (2002)

Єхануров Юрій Іванович
- Уповноважений Президента України з міжнародних питань енергетичної безпеки (2008)

Соколовський Богдан Іванович
- Уповноважений Президента України з питань безпеки заходів з проведення в Україні фінальної частини чемпіонату Європи 2012 року з футболу (2009—2012)

Фатхутдінов Василь Гайнулович
- Уповноважений Президента України з прав дитини (2011—2021) / Радник — уповноважений Президента України з прав дитини та дитячої реабілітації (з 2021)

Павленко Юрій Олексійович, Кулеба Микола Миколайович, Герасимчук Дар'я Михайлівна
- Уповноважений Президента України з мирного врегулювання ситуації в Донецькій та Луганській областях (2014—2019)

Геращенко Ірина Володимирівна
- Уповноважений Президента України у справах кримськотатарського народу (з 2014)

Мустафа Джемілєв
- Уповноважений Президента України з прав людей з інвалідністю (з 2014)

Сушкевич Валерій Михайлович
- Уповноважений Президента України з питань реабілітації учасників антитерористичної операції, які одержали поранення, контузію, каліцтво або інше захворювання під час участі в антитерористичній операції (2016—2018) / з питань реабілітації учасників бойових дій (2018—2021) / Радник — уповноважений Президента України з питань реабілітації учасників бойових дій (з 2021)

Свириденко Вадим Васильович
- Уповноважений Президента України з земельних питань (з 2019)

Лещенко Роман Миколайович
- Уповноважений Президента України з питань волонтерської діяльності (з 2019)

Пушкарьова Наталія Антонівна
- Радник — уповноважений Президента України з питань безбар'єрності (з 2021)

Ломакіна Тетяна Анатоліївна
- Радник — уповноважений Президента України з питань Фонду Президента України з підтримки освіти, науки та спорту (з 2021)

Будник Ольга Олександрівна
- Радник — уповноважений Президента України з питань забезпечення прав захисників України (з 2021)

Вербицька Альона Миколаївна